# Eniaion
Eniaion (griechisch Ενιαίον Κόμμα Eniaion Komma ‚Vereinigte Partei‘) war eine kurzlebige gemäßigt rechtsgerichtete politische Partei in Zypern.

## Geschichte
Die Partei wurde im Februar 1969 von Glafkos Klerides als Abspaltung von der Patriotiko Metopo gegründet. Bei den Parlamentswahlen in Zypern 1970 wurde die Partei trotz des zweiten Platzes bei der Stimmenzahl die größte Partei im Repräsentantenhaus, indem sie 15 Sitze gewann.
Die Partei trat bei keinen weiteren Wahlen mehr an, da Klerides vor den Parlamentswahlen in Zypern 1976 die pro-westliche Dimokratikos Synagermos (DISY) gründete. Spyros Kyprianou hingegen gründete die stärker pro-Makarios und gemäßigt nationalistische Dimokratiko Komma (DIKO).